# Zaccaria Calliergi
Zaccaria Calliergi (in greco Ζαχαρίας Καλλιέργης?; Retimo, XV secolo – Roma, XVI secolo) è stato un tipografo greco.
Abilissimo stampatore, Ζαχαρίας Καλλιέργης (Zacharias Kallierges), cretese di origine, dirigeva la più illustre tipografia quattrocentesca specializzata in testi greci, rinomata sia per la bellezza dei caratteri sia per l'eleganza degli apparati decorativi e degli arabeschi. Fu attivo a Venezia dal 1499 al 1509 e a Roma dal 1515 (anno del suo Pindaro) al 1525; fu amico del banchiere Agostino Chigi.

## Una preziosa collaborazione: l'Horologion
Nel 1509 Iacopo Pencio si occupa della elegante stampa dell’Horologion (Ωρολόγιον συν Θεώ, περιέχον τα κάτωθι γεγραμμένα), il Libro delle Ore in greco, recante le preghiere del Tempo ordinario degli uffici canonici e le antifone e le preghiere del giorno, insieme con inni quali l’Ufficio dell’Akathistos).
Se già l’Horologion, di per sé, in quanto destinato al crescente numero di Greci residenti a Venezia, fu il primo libro liturgico della Chiesa greco-ortodossa ad essere stampato interamente con caratteri greci, è notevole inoltre perché appartiene all’ultima serie di edizioni a stampa prodotte nella città lagunare da Calliergi, che sarebbe stato costretto a chiudere la seconda tipografia, fondata nel 1508, e a trasferirsi a Roma nel 1511, a causa delle sue limitate risorse finanziarie, riuscendo a pubblicare in quest'ultimo periodo a Venezia solo tre edizioni a stampa: Horologion, Exepsalmata, periechonta ta katō gegrammēna, e la “Esposizione di capitoli ammonitorî” (ἔκϑεσις κεϕαλαίων παραινετικῶς) di Agapito (Αγαπητός), allora diacono di Santa Sofia di Costantinopoli.
La produzione dell’Horologion, stampato nei colori rosso e nero e impreziosito da iniziali e capoversi in stile bizantino riccamente decorate, fu in particolare curata e finanziata da Iacopo Pencio, che incastonò il testo nel carattere greco disegnato e intagliato per la stampa da Kallierges nel 1508.